# Tralee
Tralee (forma anglicizzata) o Trá Lí (in irlandese) è una cittadina della Repubblica d'Irlanda, county town del Kerry.
La cittadina è situata all'ingresso della Penisola di Dingle.

## Origini del nome
Il toponimo del luogo è incerto, in quanto per molti deriva dal gaelico Trá Lí o Trá Laoí, che significa "spiaggia del fiume Lee"; per altri invece deriverebbe da Trá Liath, il cui significato è "spiaggia grigia". Il nome gaelico ufficiale comunque è il primo dei tre.

## Storia

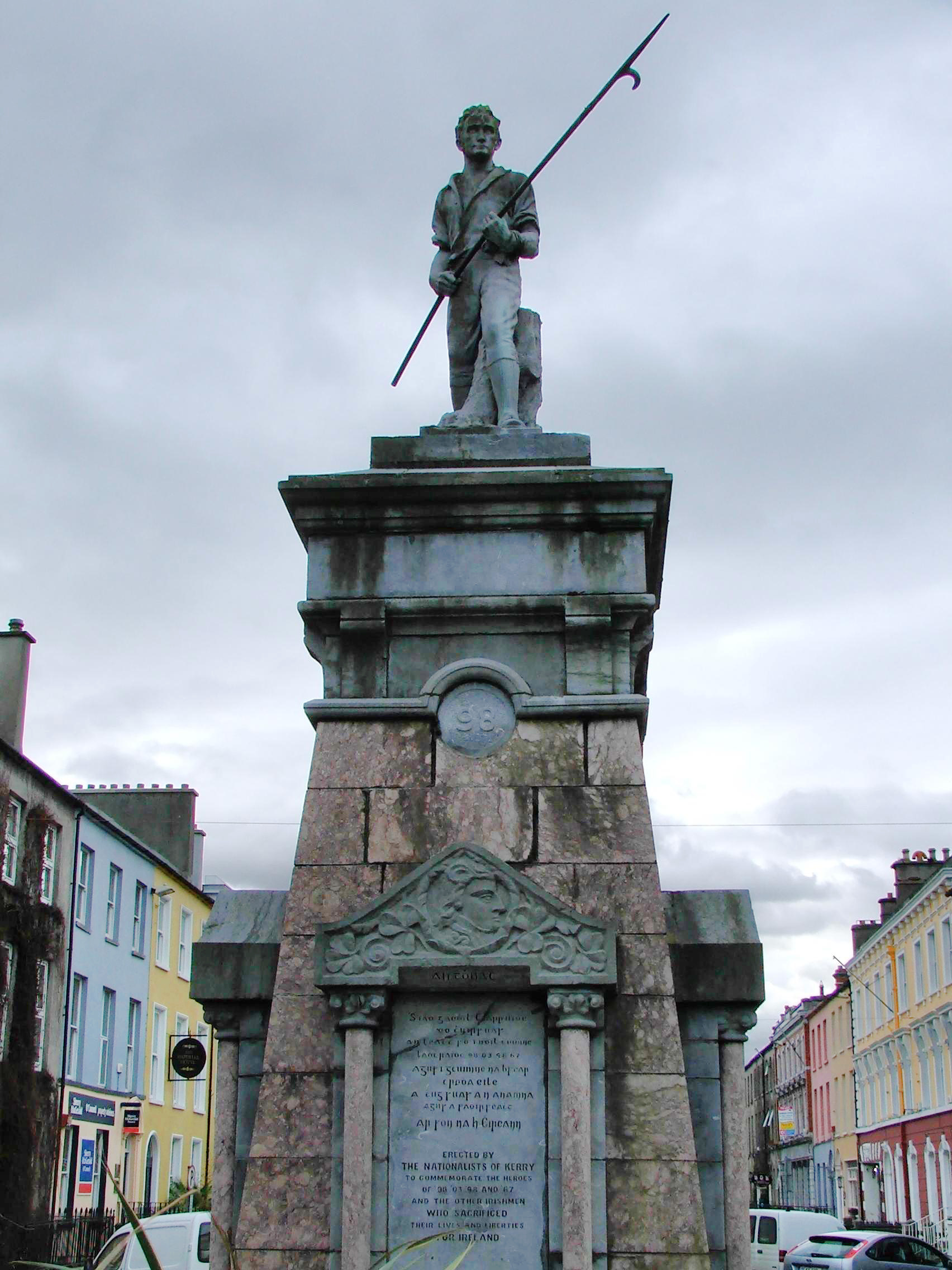
Il Croppy Boy in Denny Street

Tralee fu fondata nel XIII secolo dagli Anglo-normanni come roccaforte dei conti di Desmond. Seguirono la creazione di un'abbazia dominicana e di un castello. L'originaria città medievale fu tuttavia bruciata e rasa al suolo nel 1580 come atto punitivo per essersi ribellata a Elisabetta I. La stessa regina affidò la città nel 1587 a Edward Denny e le attribuì la Royal Charter nel 1613.
Nel 1798 ci fu una seconda ribellione senza esito, ricordata tutt'oggi da una statua dello scultore Albert Power (1881–1945) raffigurante un picchiere (chiamato The Croppy Boy) situato in Denny Street.

## Monumenti e luoghi d'interesse

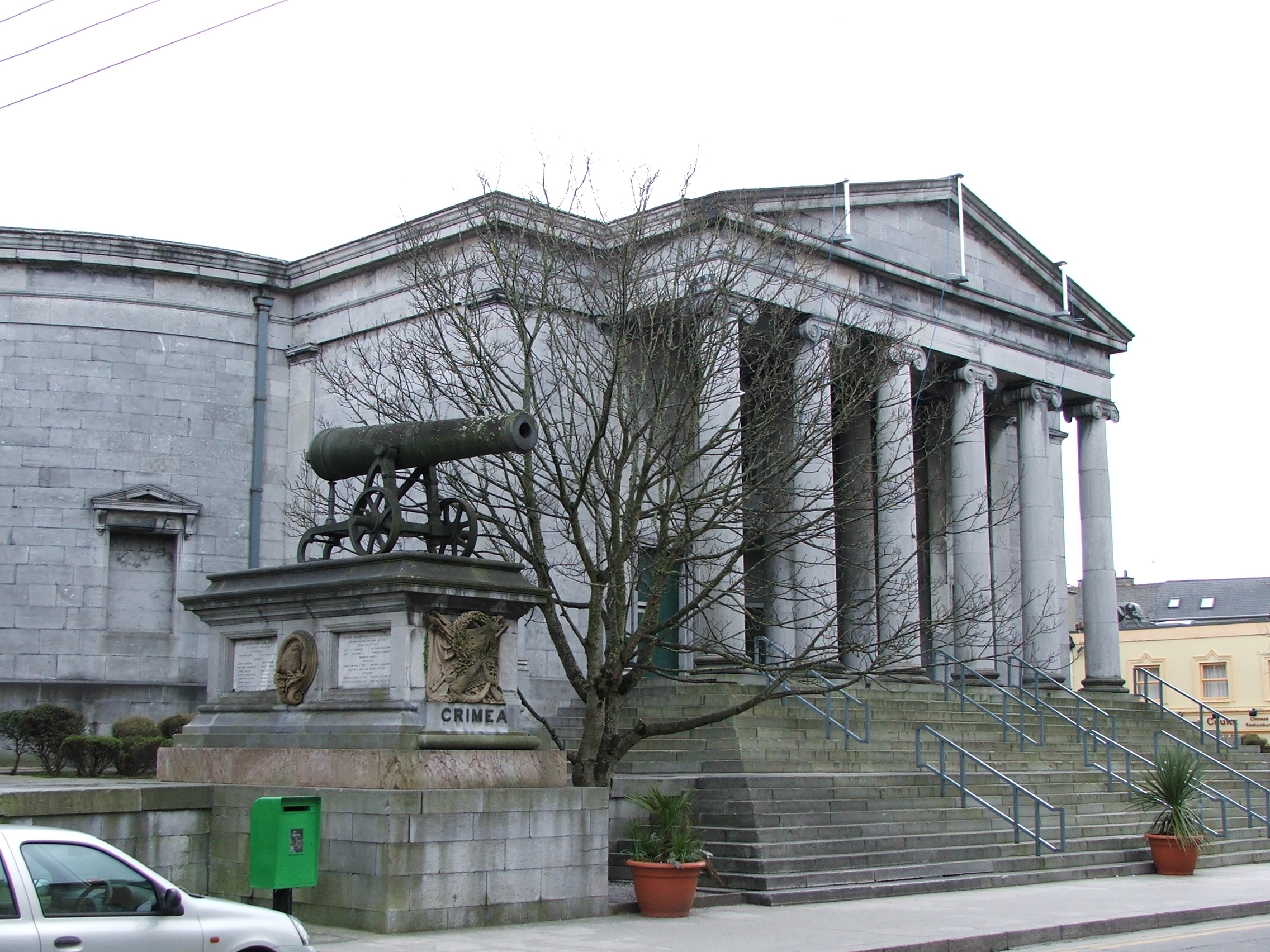
Tralee Courthouse

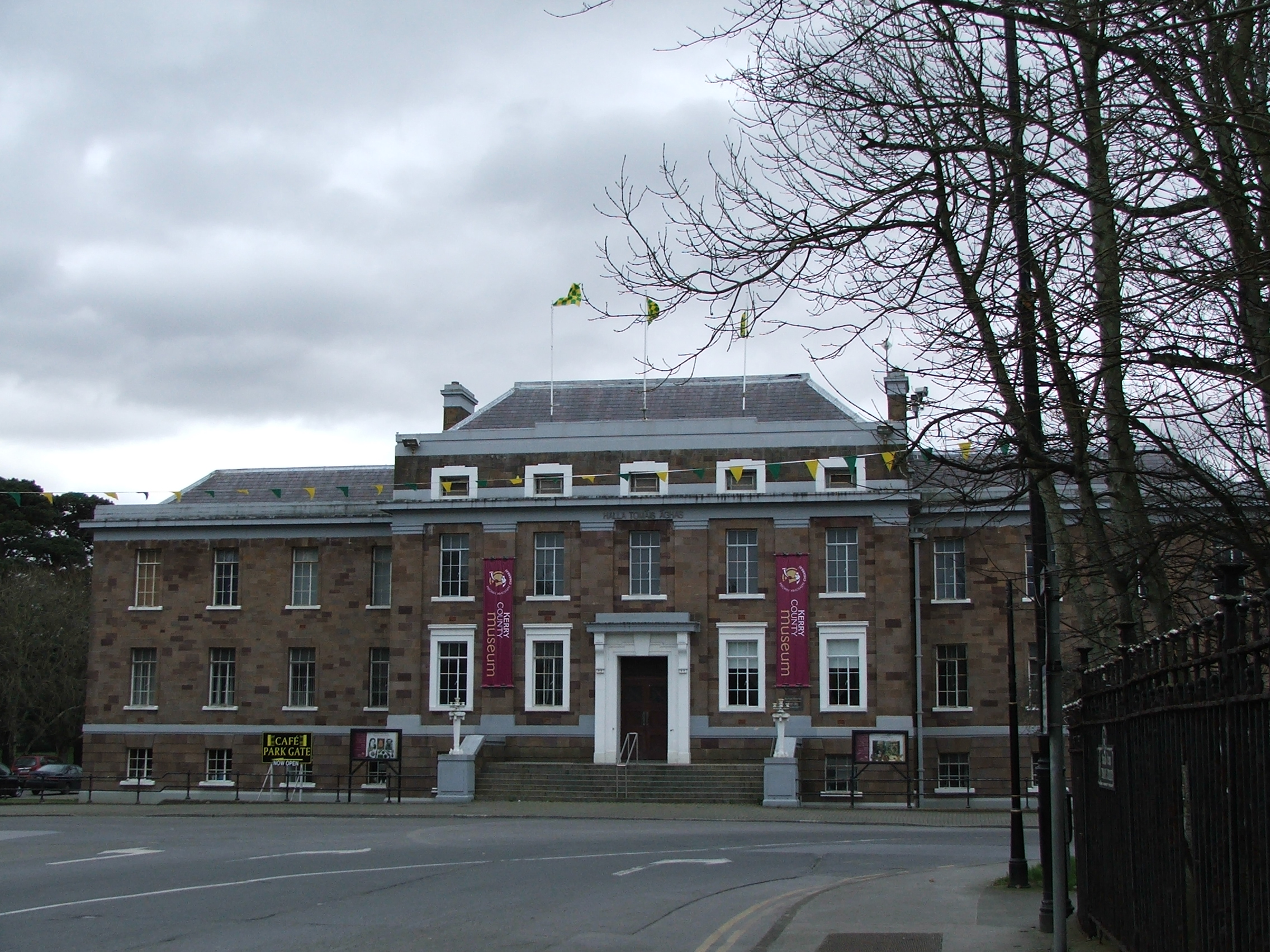
Ashe Memorial Hall

L'attuale aspetto di Tralee è del XIX secolo: Denny Street, la strada principale in stile georgiano, fu completata nel 1826, nel posto dove c'era l'antico castello. Il tribunale (Tralee Court House), invece, è del 1835: accanto all'ingresso sono stati posti successivamente due cannoni per commemorare gli uomini del Kerry morti nella Guerra di Crimea (1854-1856) e la Ribellione indiana del 1857.
In fondo a Denny Street, infine, è posta la Ashe Memorial Hall, edificio dedicato a Thomas Ashe e sede di una ricostruzione antica di Tralee e del Kerry Museum.

## Cultura

### Istruzione

#### Scuole
A Tralee sono presenti molti istituti di educazione
Primary Education:
- C.B.S., Clounalour
- St. Mary's, Moyderwell
- Presentation, Castle Street
- St. John's, Ashe Street
- St. John's, Balloonagh
- Holy Family, Balloonagh

Secondary:
- St. Mary's C.B.S
- Tralee Community College
- Mercy Mounthawk
- Gaelcholaiste Chiarraí, Moyderwell
- Presentation Convent, Castle Street

Third Level
- Institute of Technology (Tralee)

## Economia

### Turismo
Oltre che per gli edifici già citati, Tralee è visitata da molti turisti per vari eventi annuali:
- il festival internazionale Rose of Tralee, concorso di bellezza per donne irlandesi o di origini irlandesi.

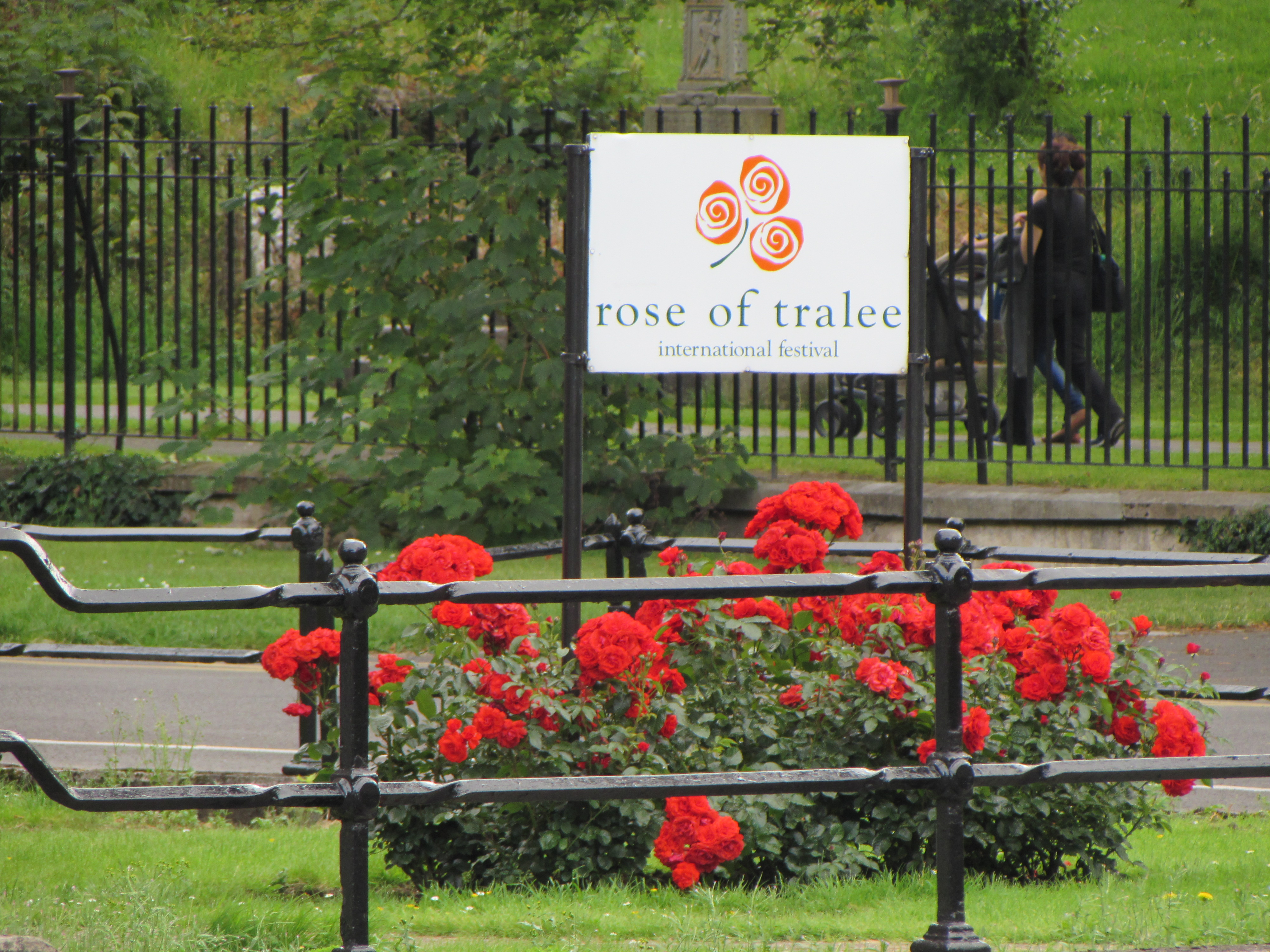
Cartello della Rose of Tralee

- il Kerry County Museum, che incorpora anche il parco a tema 'Kerry: The Kingdom',
- Siamsa Tíre, sede del Ireland's National Folk Theatre, specializzato in musica tradizionale e poemi in lingua gaelica.

## Infrastrutture e trasporti
Oltre che alle vie di comunicazione locali, Tralee è servita da varie strade nazionali primarie e secondarie.
Strade Nazionali primarie:
- N22 (da sud) per Killarney e Cork

Strade Nazionali secondarie:
- N69 per Listowel & Limerick
- N70 per Castlemaine
- N86 per Dingle

Strade regionali:
- R556 (da nord) per Ballybunion

La stazione di Tralee è scalo terminale della linea per Mallow, impiegata dalla compagnia nazionale Iarnród Éireann per collegare la città a Killarney, Limerick, Cork e Dublino.
Bus Éireann, invece, mette a disposizione linee di bus per Dublino, Limerick, Galway, Cork, Killarney e Dingle.
Il Kerry International Airport, situato a Farranfore tra Tralee e Killarney, fornisce un modesto traffico aereo nazionale.
Il porto locale, infine, è Fenit, a 10 km circa dal centro sulla parte nord occidentale dell'estuario del fiume.